# Rettungsweste

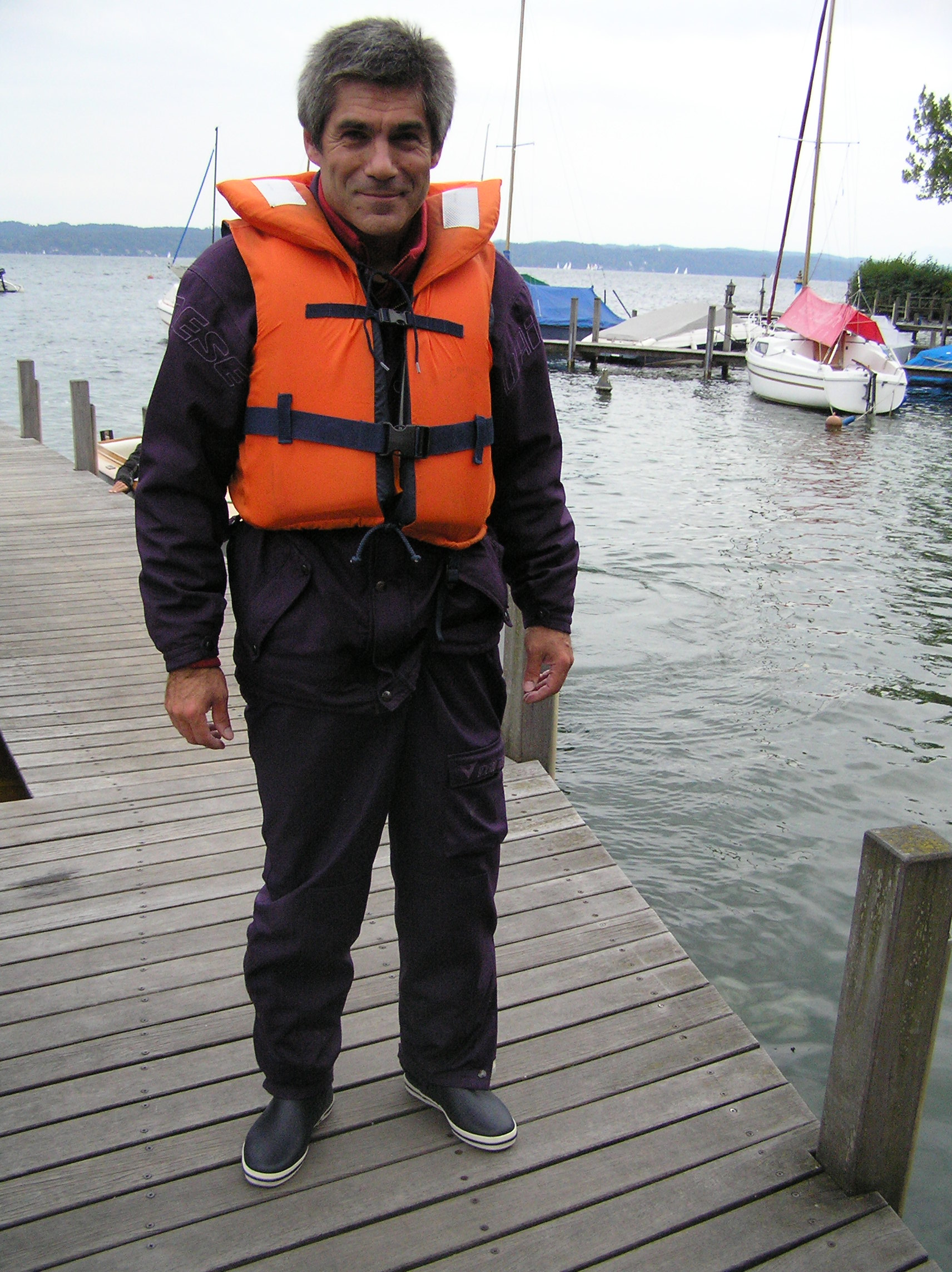
Feststoff-Rettungsweste, 100 Newton Auftrieb

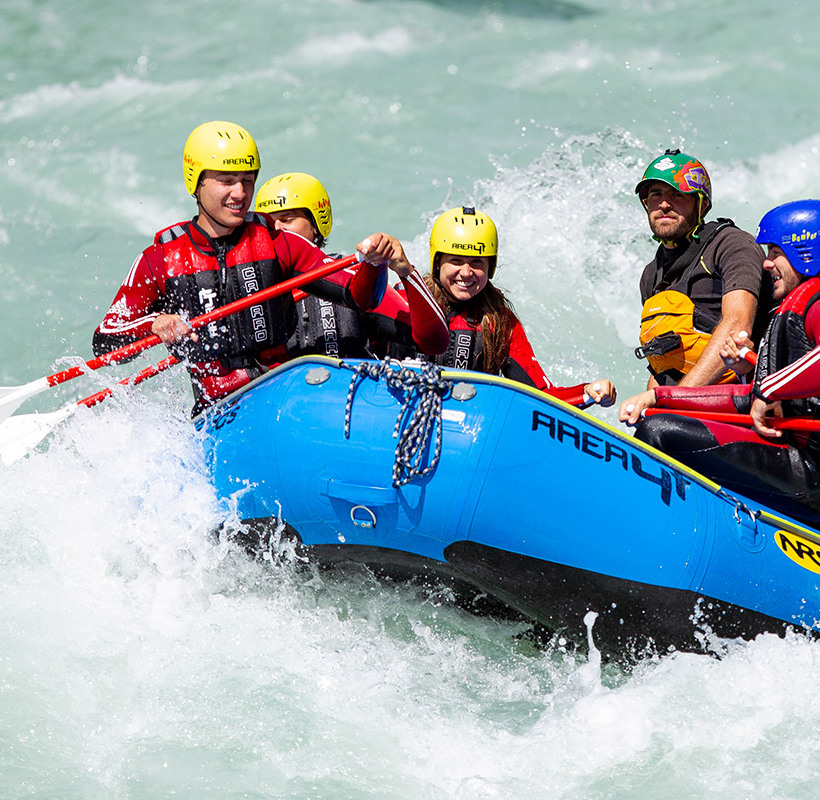
Beispiel der Verwendung im Sport: Beim Wildwasser-Rafting sind Rettungswesten obligatorisch und teils gesetzlich vorgeschrieben

Eine Rettungsweste ist eine tragbare Weste, die eine Person im Wasser selbständig in die Rückenlage dreht und den Kopf über Wasser hält, um die Atemwege freizuhalten.
Diese Eigenschaft gilt auch, wenn die Person bewusstlos ist, weshalb solche Westen auch als ohnmachtssicher bezeichnet werden. Im Unterschied dazu ist eine Schwimmhilfe nur ein Hilfsmittel, um den Kraftaufwand beim Schwimmen zu reduzieren, sofern die Person bei Bewusstsein ist.
Der veraltete Begriff Schwimmweste wurde in der SOLAS-Vereinbarung durch den Begriff Rettungsweste ersetzt. Umgangssprachlich wird der veraltete Begriff Schwimmweste teilweise noch für nicht ohnmachtssichere Westen mit Auftriebselementen auch im Rückenbereich verwendet.

## Funktion und Bedeutung
Auf allen Schiffen und in Passagierflugzeugen ist es Pflicht, genügend Rettungswesten für alle Passagiere und Besatzungsmitglieder mitzuführen. Auf See ist es ein Gebot guter Seemannschaft, bei Schlechtwetter, Dunkelheit und bei der Ruder-/Ankerwache immer eine Rettungsweste zu tragen. Dies verhindert allerdings nicht das Überbordgehen (im Gegensatz zu einem Gurtgeschirr, auch Lifebelt oder harness genannt) und garantiert auch nicht, dass eine über Bord gefallene Person in einem Mann-über-Bord-Manöver wiedergefunden und an Bord genommen werden kann. Eine Schwimm- bzw. Rettungsweste dient nur dazu, die nötigen Schwimmbewegungen mit dem damit verbundenen Kraftaufwand und Wärmeverlust zu reduzieren sowie ggf. ohnmächtige oder geschwächte Personen über Wasser zu halten. Dies verzögert den Zeitpunkt, an dem Entkräftung und Unterkühlung einsetzen und verlängert damit den Zeitraum, der für die Rettung zur Verfügung steht.
Sicherheitskampagnen in diversen Ländern, unter anderem den USA oder Großbritannien, zielen darauf ab, das Tragen der Rettungsweste so selbstverständlich zu machen wie das Anschnallen im Auto. Sie weisen darauf hin, dass nicht getragene Rettungswesten nutzlos seien.

## Rettungsweste und Life-Belt
Besonders bei unruhiger See sollte zusätzlich zur Rettungsweste an Deck ein Lifebelt getragen werden. Dieser verhindert das Über-Bord-Fallen. Dazu ist es notwendig, dass der Lifebelt richtig angelegt und mittels Sorgleine mit einem festen Punkt an Bord verbunden ist. Moderne Rettungswesten sind häufig mit integriertem Lifebelt erhältlich.

## Präventives und interventives, sowie verpflichtetes Tragen von Rettungswesten
Ein wichtiges Unterscheidungsmerkmal bei Rettungswesten ist, ob sie für dauerhaftes Tragen oder nur für das Tragen im Notfall ausgelegt sind.

### Präventive Rettungswesten
Bei Rettungswesten, die zum präventiven (vorbeugenden und damit auch dauerhaften) Tragen ausgelegt sind, steht neben der Funktion auch der Tragekomfort im Vordergrund. Bei der Herstellung wird auf größtmögliche Bewegungsfreiheit geachtet. Außerdem sollen die Westen, da sie häufig auch bei der Arbeit getragen werden, mechanischen Ansprüchen widerstehen. Rettungswesten dieser Art kommen in der Sport- und Berufsschifffahrt zum Einsatz und sind häufig mit einem Lifebelt kombiniert.

### Interventive Rettungswesten

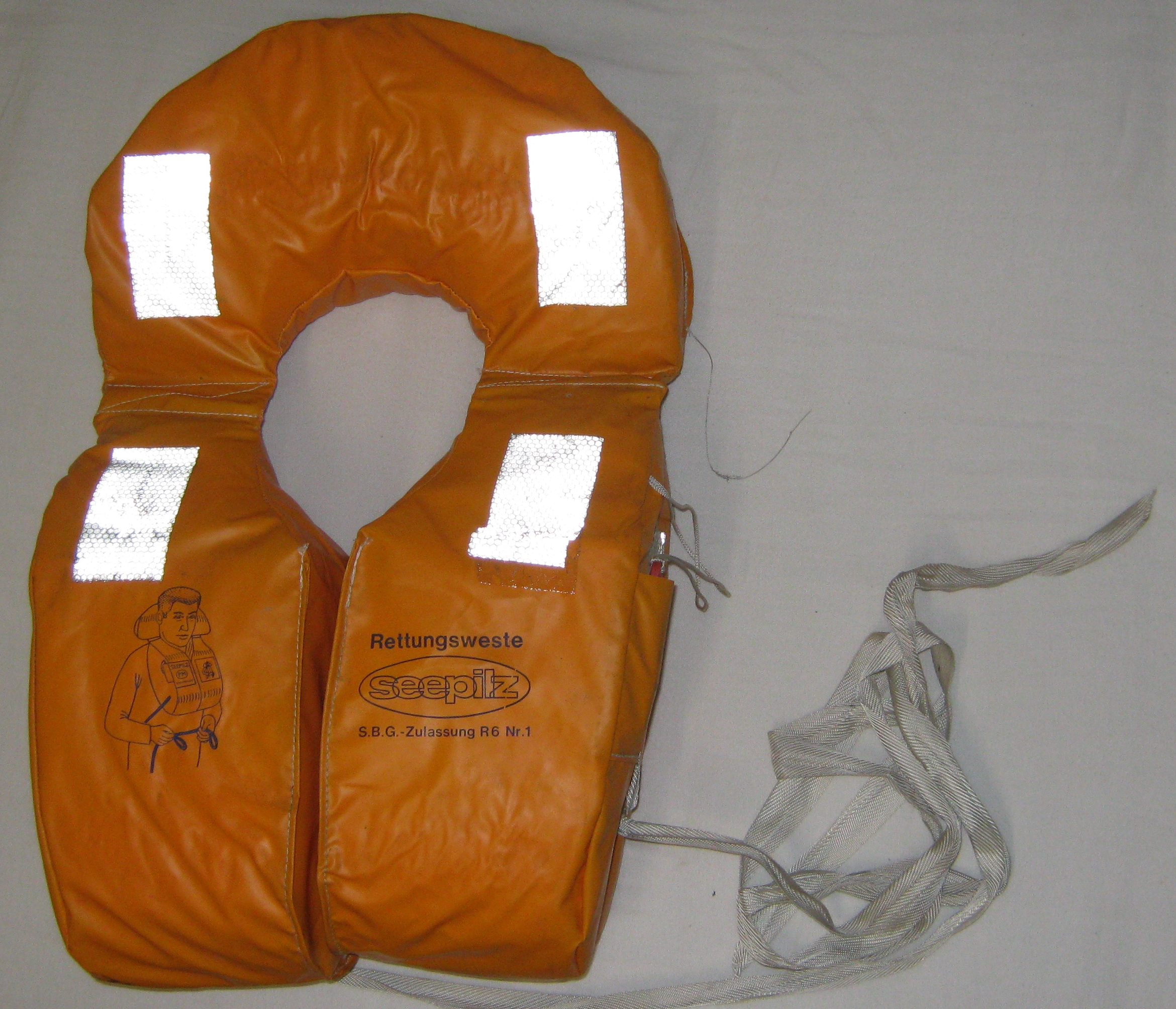
Eine Rettungsweste aus den 1980er Jahren des Fährschiffs Spiekeroog I

Rettungswesten, die nicht zum dauerhaften Tragen ausgelegt sind, werden normalerweise als Rettungswesten für Passagiere in Flugzeugen oder auf Schiffen mitgeführt. Da Passagiere auf einem Passagierschiff nicht dauerhaft Rettungswesten tragen, sind diese Rettungswesten dafür ausgelegt, möglichst schnell und einfach (auch von Laien) angelegt werden zu können. Auf Tragekomfort wird bei diesen Feststoffwesten eher weniger Wert gelegt. Sie sind günstiger in der Anschaffung, resistent gegen Feuchtigkeit und müssen kaum gewartet werden. Der höhere Platzbedarf kann auf den meisten Schiffen hingenommen werden.
In Flugzeugen kommen aufgrund des Platzmangels aufblasbare Rettungswesten zum Einsatz. Diese haben den Vorteil, dass sie erst nach Verlassen des Flugzeuges aktiviert oder aufgeblasen werden können und somit beim Verlassen des Flugzeuges nicht stören.

### Verpflichtung zum Tragen von Rettungswesten
In der beruflichen Binnenschifffahrt ist das Tragen von Rettungswesten gemäß § 1.08 Abs. 6 der BinSchStrO vorgeschrieben.
Die Mitglieder der Besatzung und die sonstigen Personen an Bord müssen in folgenden Fällen Rettungswesten nach Artikel 13.08 der ES-TRIN tragen:
1. beim An- und Vonbordgehen, sofern Absturzgefahr ins Wasser besteht,
2. bei Aufenthalt in einem Beiboot,
3. bei einer Arbeit außenbords und
4. bei einem Aufenthalt oder einer Arbeit an Deck oder im Gangbord, sofern Schanzkleider von mindestens 90 cm Höhe nicht vorhanden oder Geländer nach Nummer 5 nicht durchgehend gesetzt sind.

## Kategorien von Schwimmhilfen und Rettungswesten

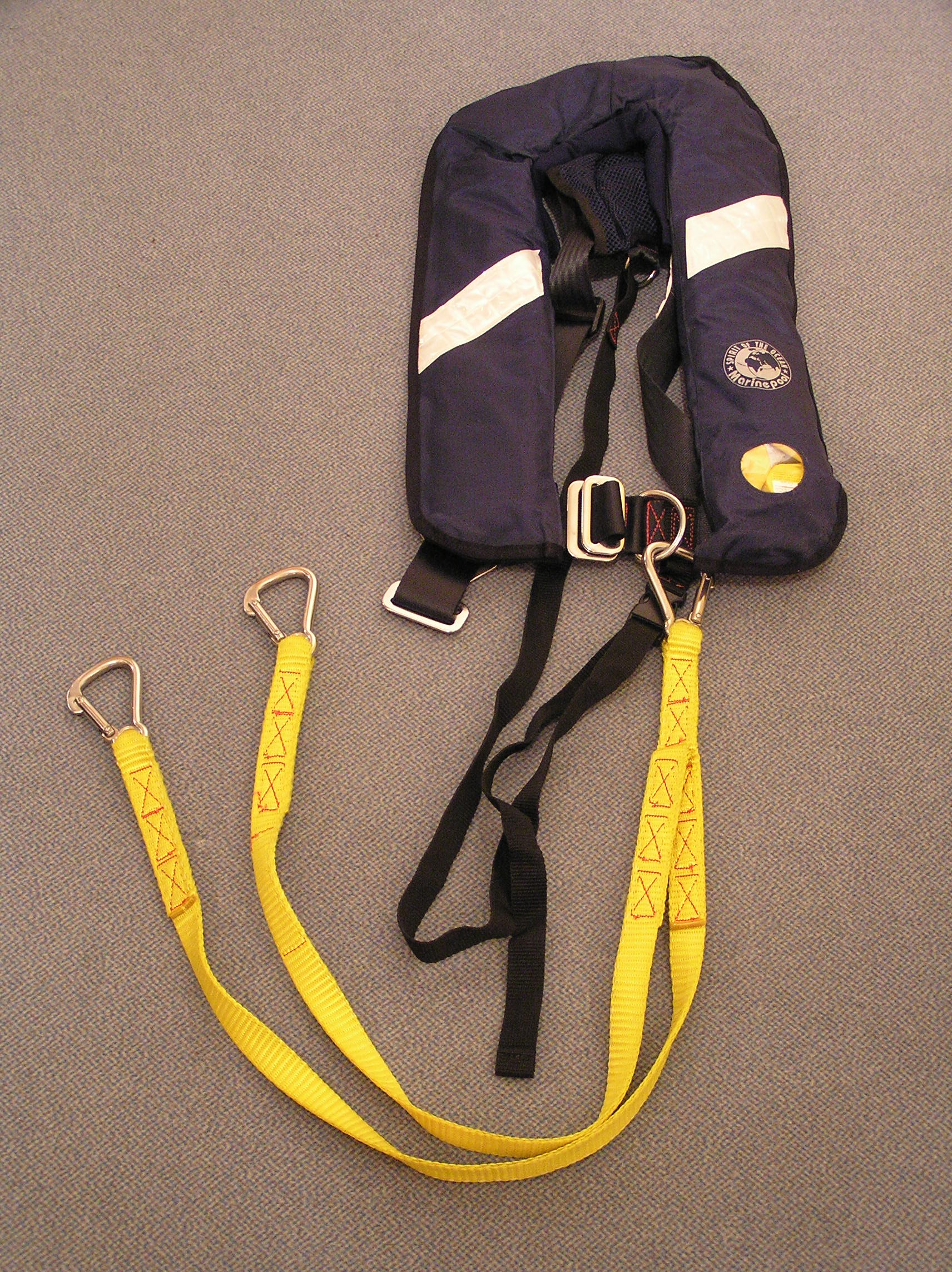
Automatische Rettungsweste Typ 275 N mit Schrittgurt und Lifeline

Die SOLAS-Vereinbarung (Kapitel III, Regel 32) sowie die entsprechenden europäische bzw. deutschen Normen definieren die folgenden Kategorien von Schwimmhilfen und Rettungswesten:
| Bezeichnung   | Auftrieb   | Norm                                   | Funktion |
| ------------- | ---------- | -------------------------------------- | --- |
| Schwimmhilfe  | 50 Newton  | DIN EN ISO 12402-5 (früher DIN EN 393) | Mindestauftrieb von 50 Newton, nicht ohnmachtssicher, nicht geeignet für Kinder unter 30 kg; z. B. für das Jollensegeln, bei dem eine Rettungsweste zu sperrig wäre, oder beim Wildwasserpaddeln auch mit einem Brustgurt.  |
| Rettungsweste | 100 Newton | DIN EN ISO 12402-4 (früher DIN EN 395) | Mindestauftrieb von 100 Newton, eingeschränkt ohnmachtssicher je nach Kleidung, Einsatzgebiet: Geschützte Gewässer, Binnenrevier.                                                                                           |
| Rettungsweste | 150 Newton | DIN EN ISO 12402-3 (früher DIN EN 396) | Mindestauftrieb von 150 Newton, ohnmachtssicher, zumeist vollautomatische Rettungswesten (Sportschifffahrt). Im gewerblichen Bereich gibt es zum Teil noch Feststoffwesten. Einsatzgebiet: Hochsee mit wetterfestem Ölzeug. |
| Rettungsweste | 275 Newton | DIN EN ISO 12402-2 (früher DIN EN 399) | Mindestauftrieb von 275 Newton, ohnmachtssicher in den meisten Fällen auch mit schwerer, wetterfester Kleidung, Einsatzgebiet: Hochsee und extreme Bedingungen, schwere Schutzbekleidung.                                   |

Grundsätzlich ist bei jeder Kategorie auf das höchste zugelassene Körpergewicht desjenigen zu achten, der die Rettungsweste angelegt hat. Wird dieses Gewicht unter- oder überschritten, kann die ohnmachtsichere Lage auch bei geprüften Westen nicht garantiert werden. Die für die jeweilige Rettungsweste geltende Angabe ist in der Regel direkt auf dem Schwimmkörper aufgedruckt.
Die ohnmachtssichere Lage kann jedoch durch verschiedene Einflüsse verhindert werden. Der falsche Aufprallwinkel, eine falsche Arm- oder Beinstellung, Materialfehler und zu schwere Bekleidung verhindern das Drehen in eine ohnmachtssichere Position. Zudem ist der Begriff „ohnmachtssicher“ bei Rettungswesten nicht geschützt, weshalb diese Beschreibung keine Garantie für eine wirkliche Ohnmachtssicherheit ist.
Rettungswesten müssen auch durch die Anordnung der Schwimmkörper in der Lage sein, einen Bewusstlosen in eine Rückenlage zu drehen, um ein Ertrinken zu verhindern. Bei einem bekleideten Erwachsenen müssen die Schwimmkörper dazu min. 230 N Auftrieb haben.

## Erhältliche Varianten

### Feststoff-Rettungswesten
Schwimmhilfen und einfache Rettungswesten bis 100 Newton Mindestauftrieb sind fast immer als Feststoffwesten ausgeführt, die mit einem festen, schwimmfähigen und nicht wasseraufsaugenden Material ausgefüllt sind, z. B. Polystyrolschaum oder (bei älteren Westen) Kork. Sie haben den Vorteil, preiswert und nahezu wartungsfrei zu sein, jedoch sind sie vergleichsweise unhandlich, schränken die Bewegungsfreiheit der sie tragenden Person ein und sind nicht oder nur bedingt ohnmachtssicher.

### Aufblasbare Rettungswesten
Rettungswesten mit 150 Newton und mehr Mindestauftrieb sind üblicherweise mit aufblasbaren Schwimmkörpern ausgestattet und werden als automatische oder aufblasbare Rettungswesten bezeichnet.
Aufblasbare Rettungswesten sind mit einer Gasdruckpatrone versehen, die im Ernstfall entweder automatisch durch den Kontakt einer Tablette aus gepresstem Zellstoff mit Wasser oder manuell ausgelöst werden kann und die Rettungsweste innerhalb kürzester Zeit (maximal fünf Sekunden) aufbläst. Für den Fall, dass der Auslösemechanismus versagt, ist am Schwimmkörper ein Mundstück angebracht, mit dem der Benutzer die Rettungsweste mit dem Mund aufblasen kann. Als Treibgas für automatische Rettungswesten wird das ungefährliche und unbrennbare Kohlendioxid verwendet.
Vorteil von aufblasbaren Rettungswesten ist, dass sie im unaufgeblasenen Zustand kleiner sind und die Bewegungsfreiheit deutlich weniger einschränken als Feststoffwesten, so dass sie erfahrungsgemäß auch eher angelegt werden. Nachteile von automatischen Rettungswesten gegenüber Feststoffwesten sind jedoch die höhere Wartungsbedürftigkeit aufgrund der Auslösemechanik und die damit verbundenen Wartungskosten sowie die höheren Anschaffungskosten.
Die Lebensdauer aufblasbarer Rettungswesten ist auf etwa 10–15 Jahre begrenzt, zusätzlich sollten sie (laut Herstellerempfehlung) mindestens alle zwei Jahre gewartet werden. Salzige, feuchte Umgebung, Schmutz sowie direkte Sonneneinstrahlung beschleunigen die Alterung des Materials und der Auslösemechanik. Bestimmte Einsatzgebiete (z. B. Baugewerbe, Feuerwehren etc.) können die Lebensdauer verkürzen und eine häufigere Wartung erforderlich machen. Zum Teil gibt es für besondere Einsatzgebiete Rettungswesten mit speziellen Schutzhüllen, z. B. zum Schweißen, der Brandbekämpfung etc.

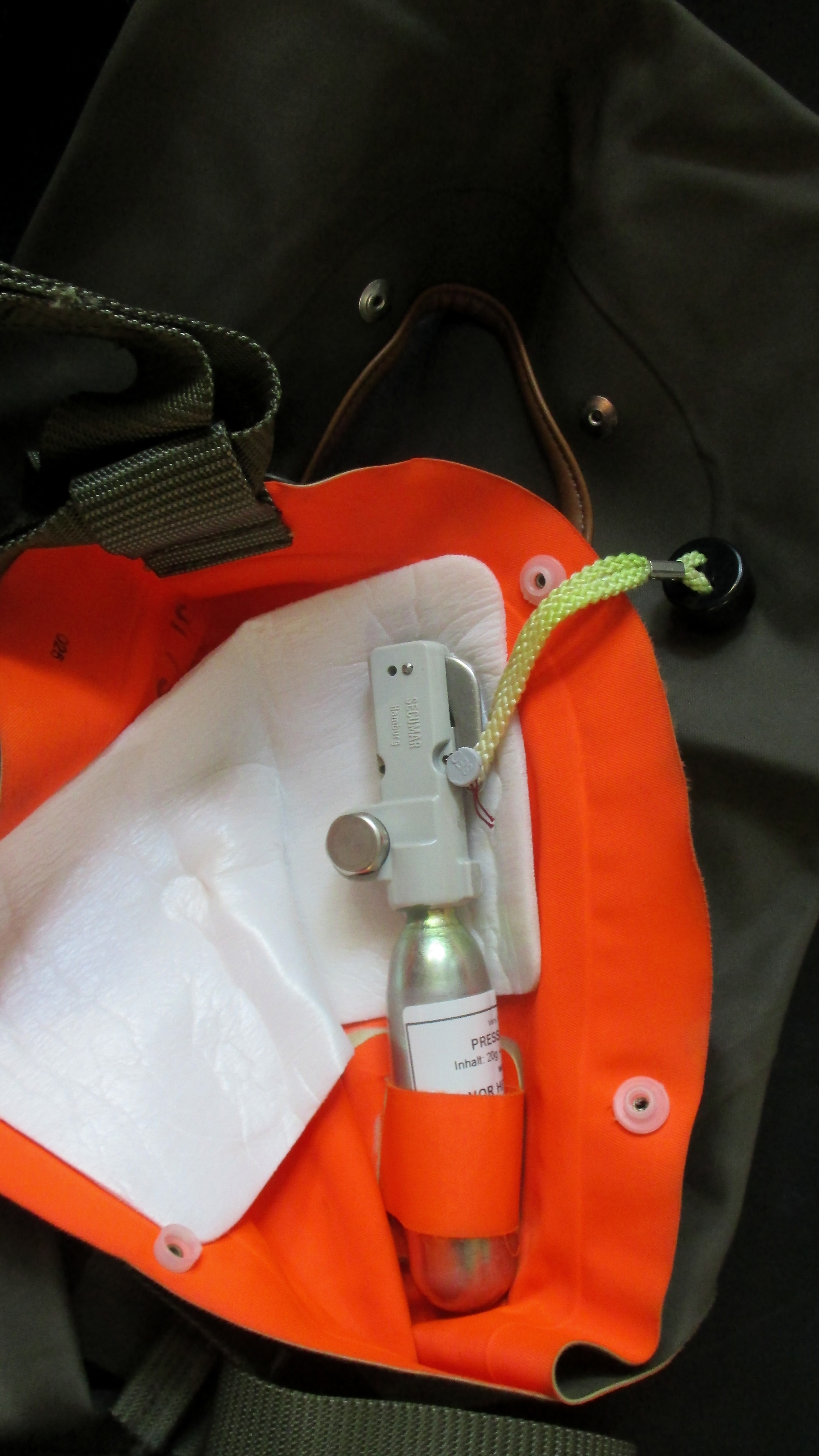
Sicherungsschwimmkragen Bundeswehr 2002 (Schwimmjoch PS 10)

Westen der 150N-Klasse sind nur bedingt ohnmachtssicher, d. h., lediglich mit leichter Bekleidung erfolgt zuverlässig eine Drehung aus der Bauchlage in die sichere Rückenlage. Über einer mehrlagigen Bekleidung samt Ölzeug getragen, versagen diese Rettungswesten. Mit den meisten Rettungswesten der 275N-Klasse erfolgt jedoch auch mit schwerer Bekleidung die Drehung ausreichend schnell.

### Aufblasbare Rettungsweste in der Bundeswehr
Die Bundeswehr verwendet  in der Truppe für die Besatzungen wasserbeweglicher Fahrzeuge den Sicherungs-Schwimmkragen PS 10 (Versorgungsnummer: 4220-12-156-1330). Hersteller ist die Secumar Bernhardt Apparatebau GmbH u. Co. (Eigenschreibweise: SECUMAR). Die Sicherungsweste war schalenartig gefaltet und mit Sicherungsdruckknöpfen versehen. Die Druckgaspatrone enthielt 20 g Treibgas. Der Schwimmkörper bestand aus vollsynthetischen, öl- und benzinbeständigen, gummierten Kunststoffgewebe. Die Außenfarbe war zur Tarnung Oliv; die Innenfarbe nach Aktivierung der Rettungsweste durch den Soldaten war Orange. Die Rettungsweste trug einen Soldaten in voller Kampfmontur.

### Zusätzliche Ausstattungsmöglichkeiten
Die Schwimmkörper von Rettungswesten sind grundsätzlich in einer Signalfarbe gehalten, um die visuelle Wahrnehmung zu verbessern. Gute Rettungswesten sind mit einer Signalpfeife, Bergeschlaufe und Reflexstreifen auf dem Schwimm- bzw. Auftriebskörper versehen. Rettungswesten können mit einem Rettungsblitz- oder Blinklicht mit Dauerlicht (Distress Marker) ausgestattet sein, das die eigene Position markiert und so die Rettung erleichtert. Dieses Licht wird manuell oder bei Kontakt mit Wasser aktiv. Einige Schutzwesten senden automatisch ein GPS-Positionssignal. Ein Schrittgurt sorgt dafür, dass eine Rettungsweste nach einem Sprung ins Wasser nicht verrutscht oder eine aufblasbare Rettungsweste nach dem Aufblasen richtig sitzt. Auch eine Schutzhaube, die im aufgeblasenen Zustand über den Kopf und die gesamte Weste gezogen wird, ist sinnvoll, um die Gefahr des Ertrinkens durch starken Regen oder überspülende Wellen zu reduzieren.
Aufblasbare Rettungswesten verfügen üblicherweise über einen integrierten Lifebelt in Form eines Brustgurtes. Dieser Brustgurt mit einem D-Ring stellt allerdings nur eine Absicherung gegen den Sturz von Deck dar und ist nicht vergleichbar mit Absturzsicherungen, die z. B. im gewerblichen Bereich oder beim Klettern eingesetzt werden. Auch dient der Lifebelt nicht zum Abbergen z. B. durch Hubschrauber, die eigenes Bergegerät mitführen.

## Bilder verschiedener weiterer Ausführungen

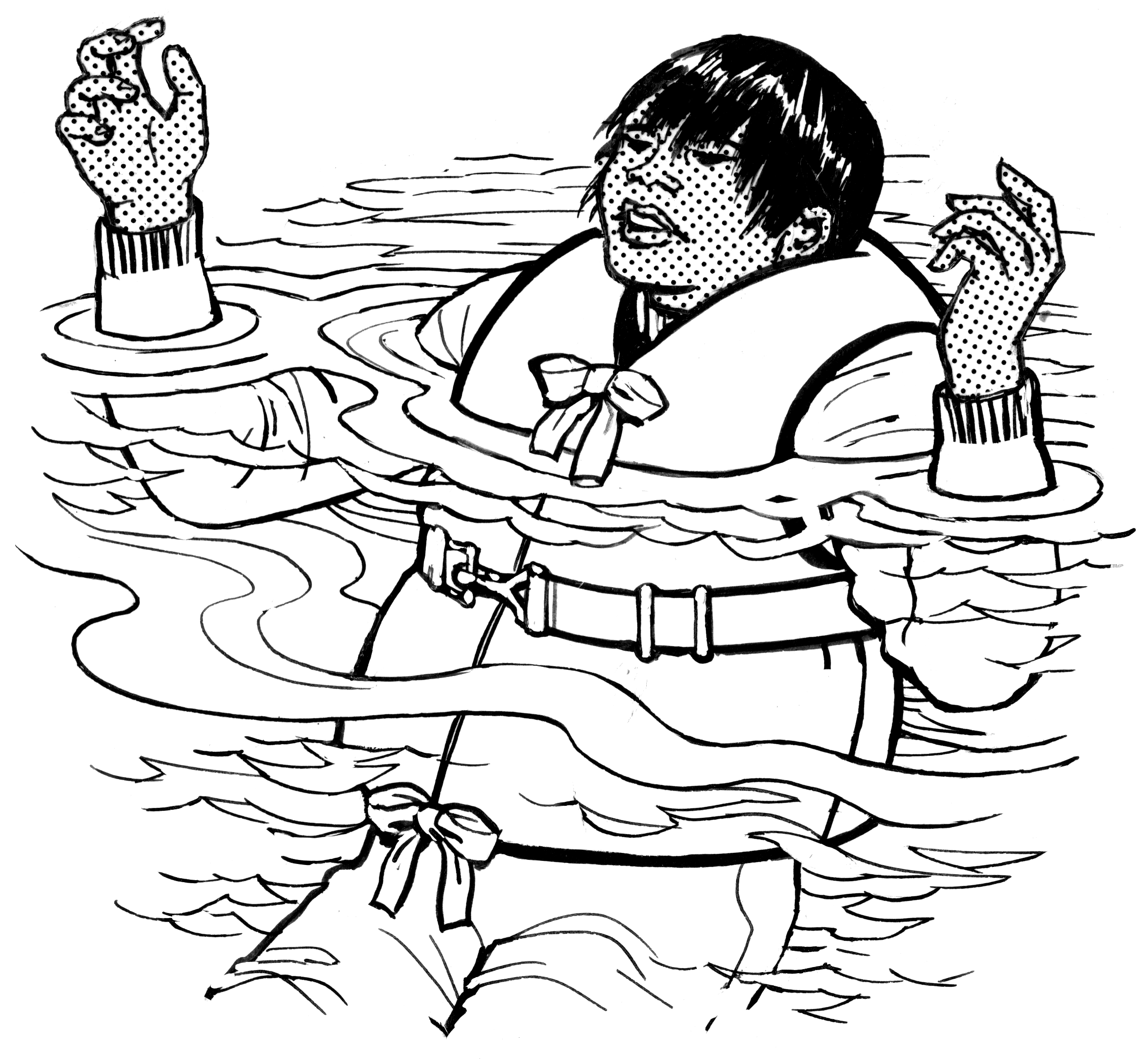
Einfache Rettungsweste ohne Kragen (nicht ohnmachtssicher)
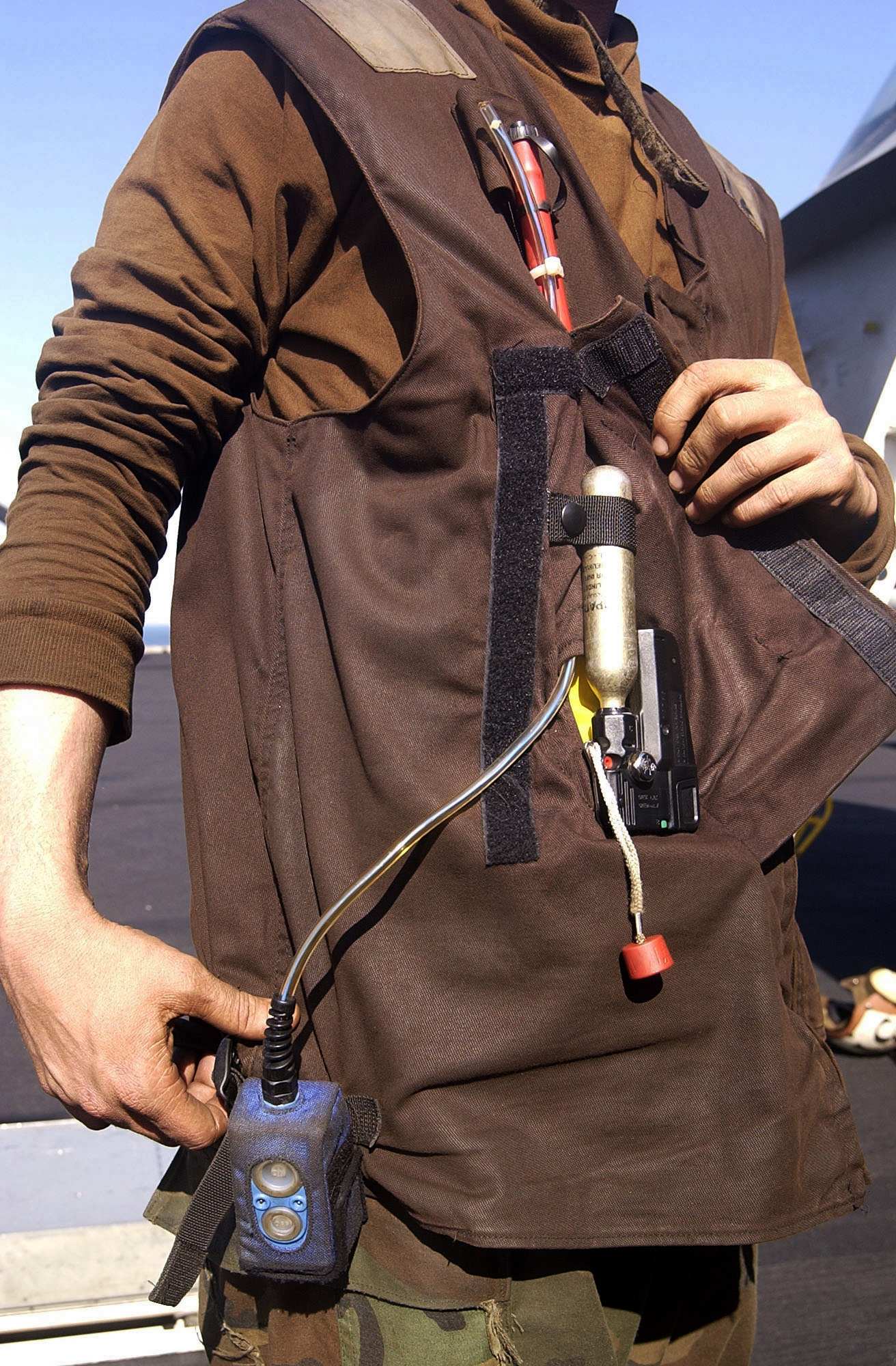
Selbstaufblasbare Rettungsweste mit Gaspatrone auf einem Flugzeugträger. Die Weste sendet beim Auslösen ein elektronisches Funksignal an das Schiff.
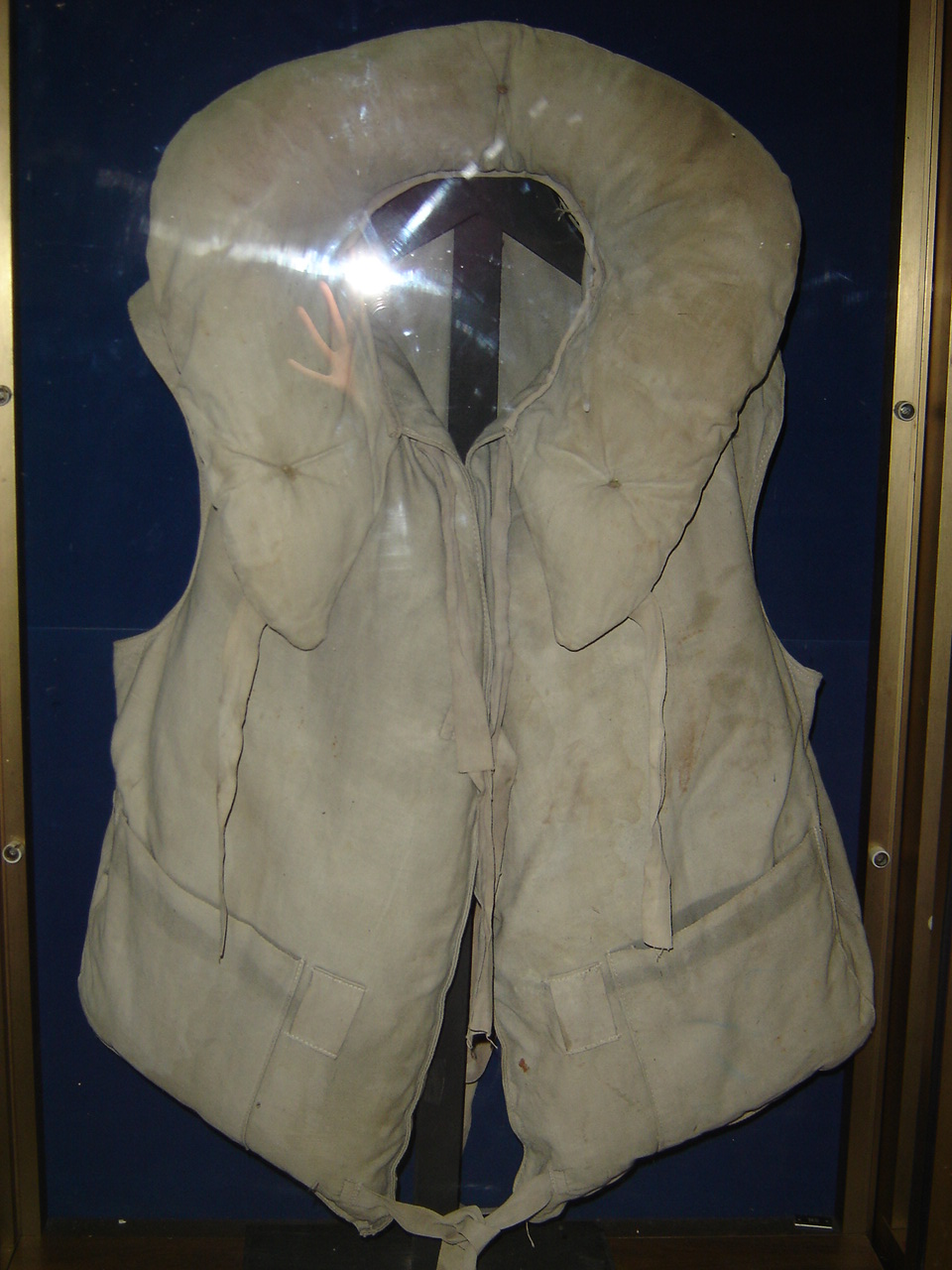
US-Rettungsweste aus dem Zweiten Weltkrieg
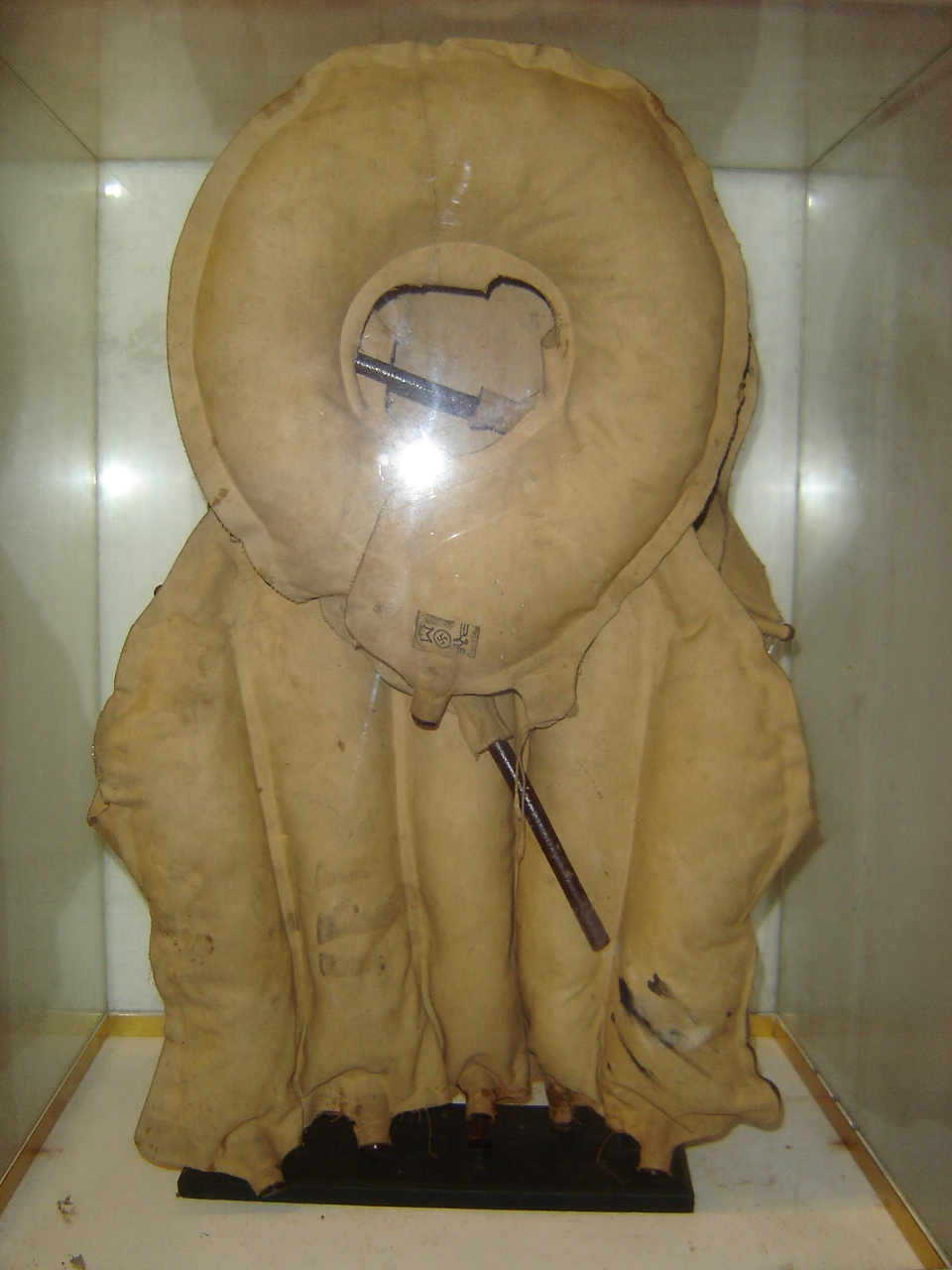
Deutsche Rettungsweste aus dem Zweiten Weltkrieg
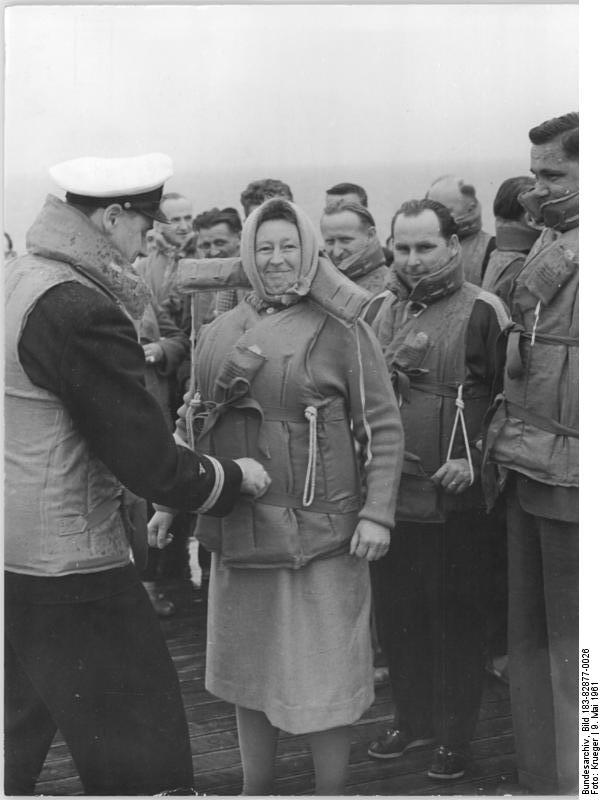
Rettungsweste bei einer Rettungsübung auf der Fritz Heckert
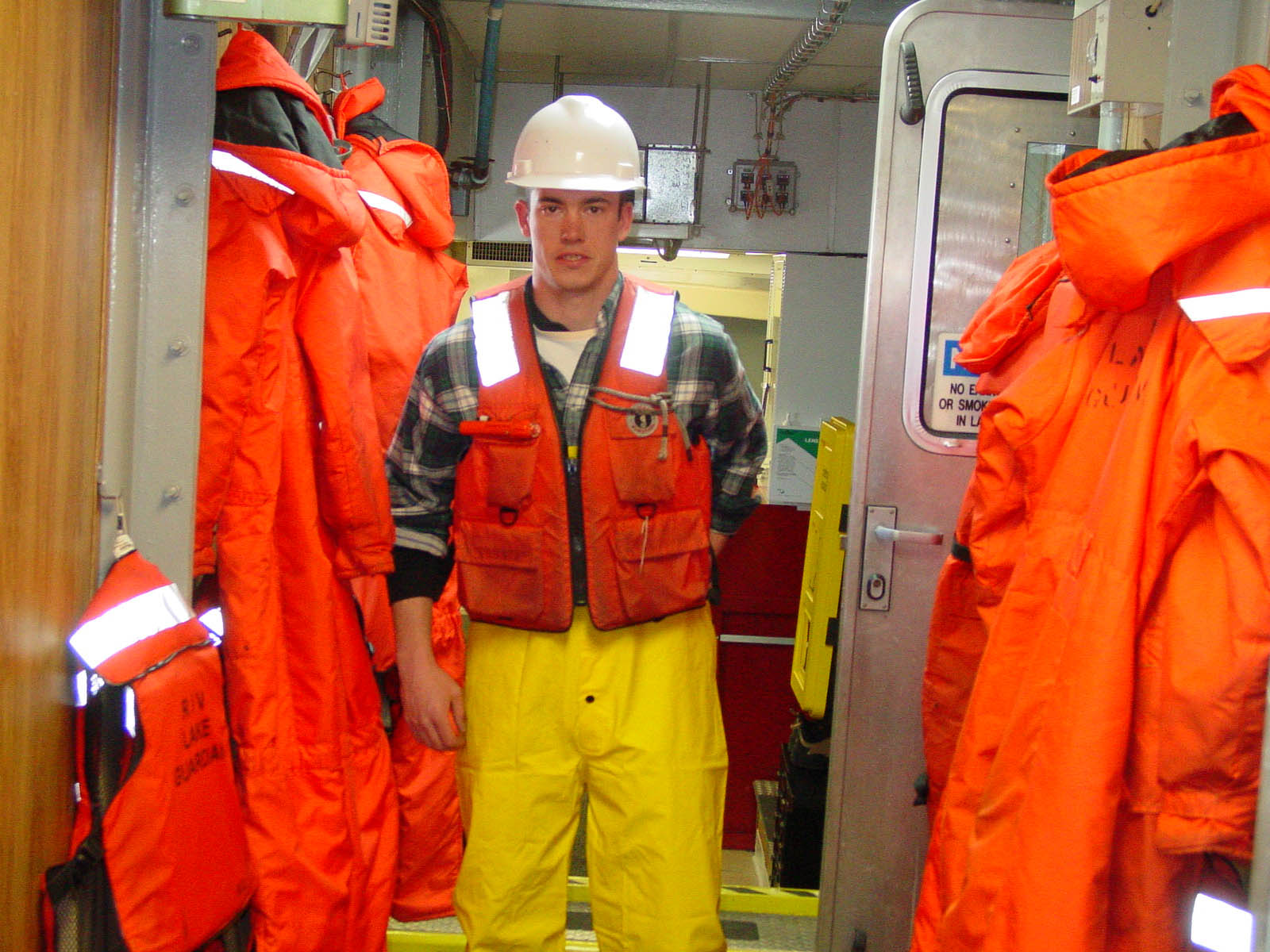
Rettungsweste in der Berufsschifffahrt
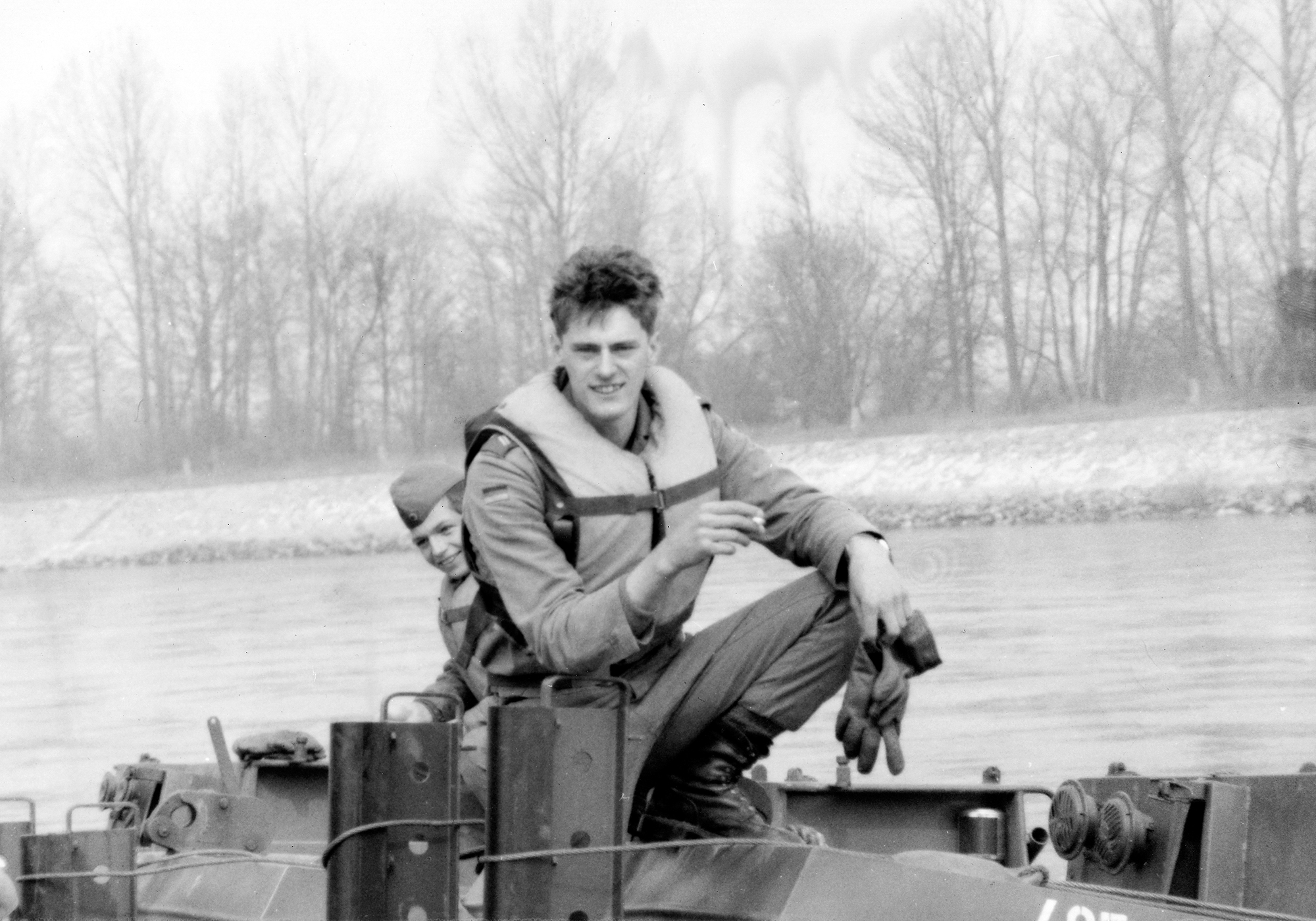
Bundeswehrsoldaten (Pioniere) mit Rettungsweste auf M-Booten (1984). Das helle Vorderteil (mit Schultern) war leuchtend orange. Bei Gefechts-Einsatz wurde zusätzlich ein olivgrüner Tarnüberzug übergezogen.
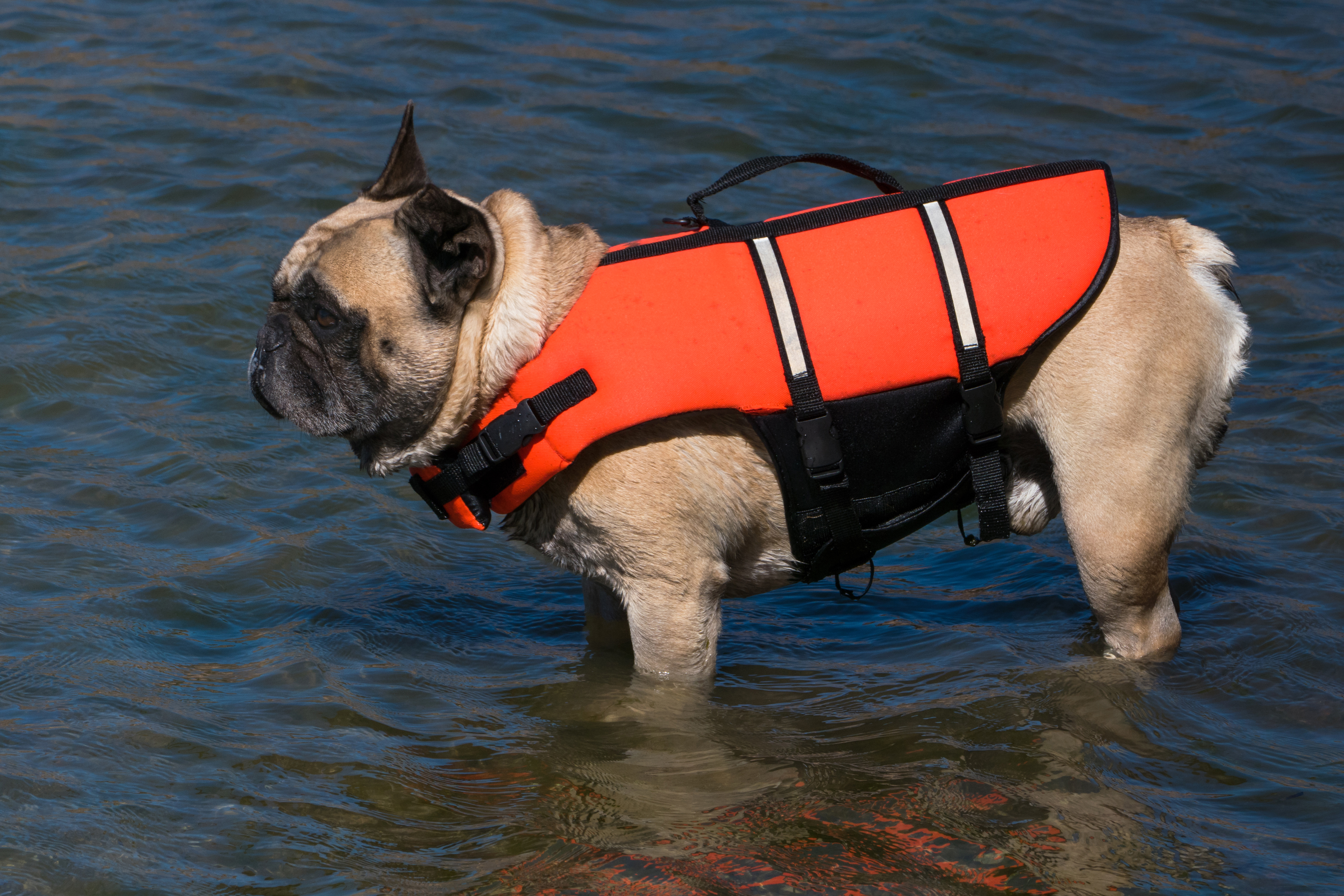
Französische Bulldogge in passender Rettungsweste

## Geschichte

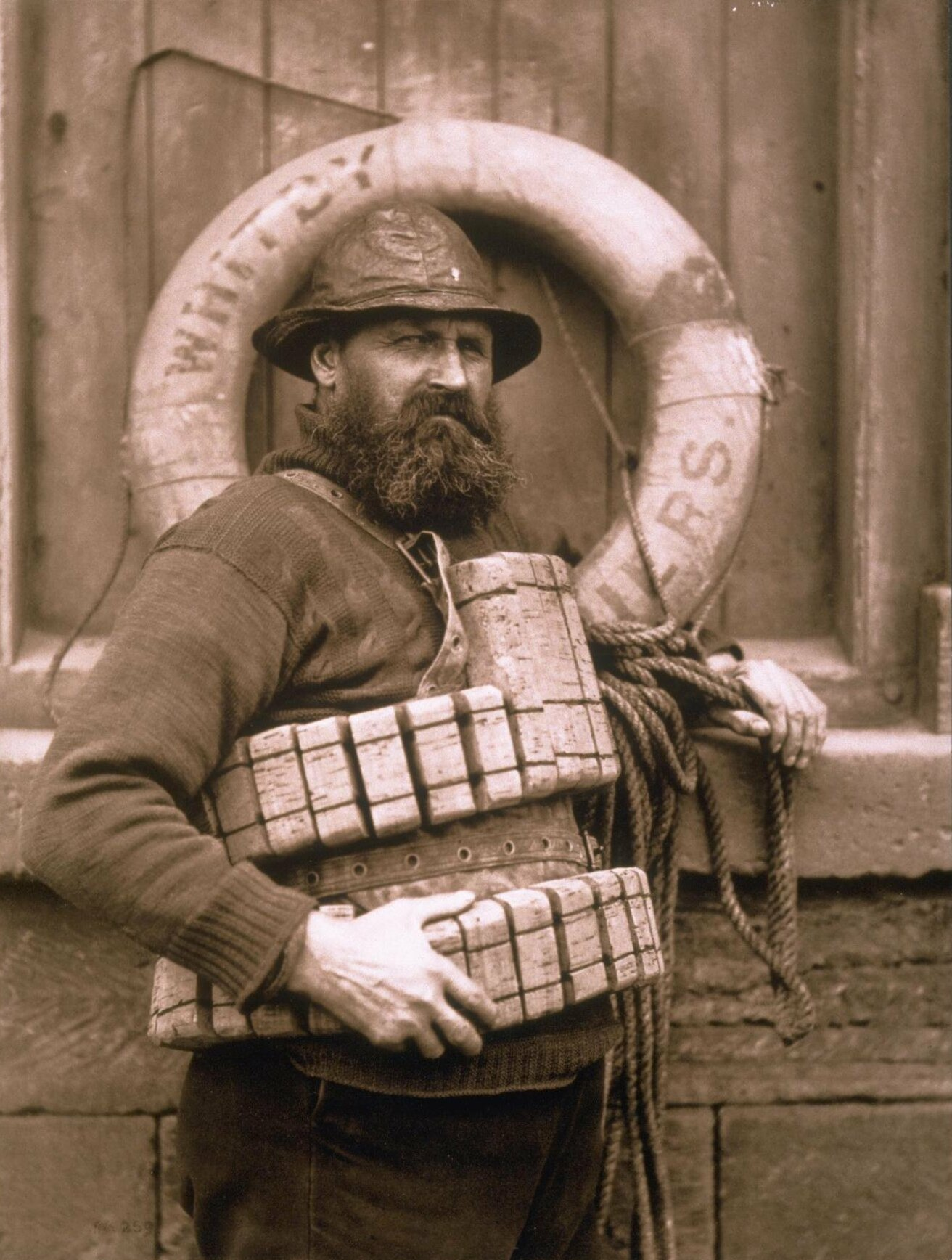
Henry Freeman mit einem Korkgürtel um 1890

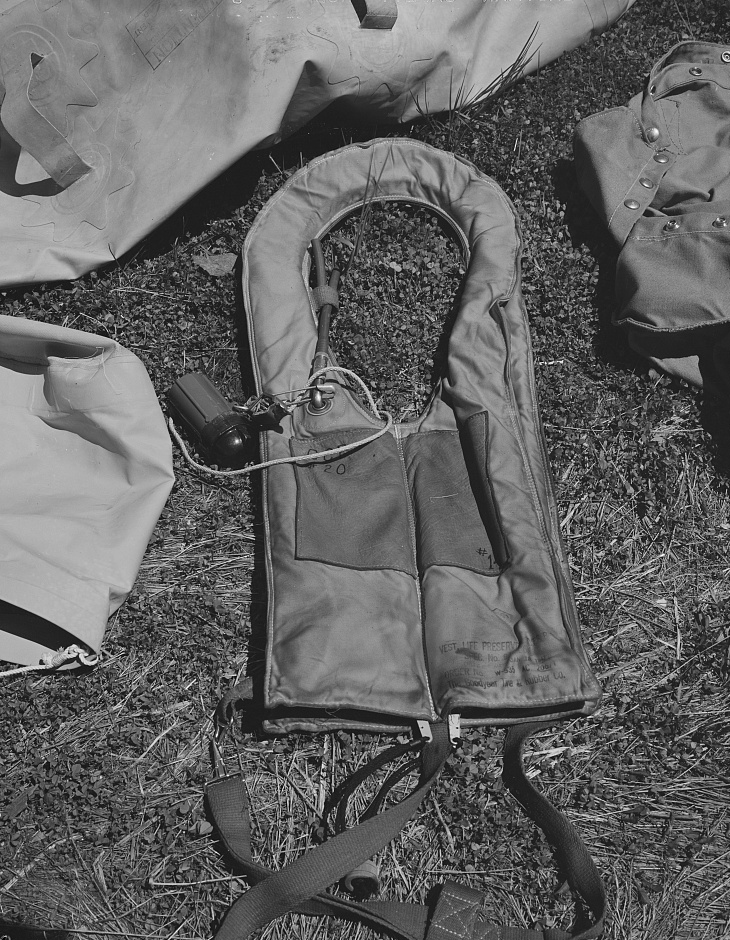
Mae-West Rettungsweste (1943)

Korkgürtel, mit Kork oder Kapok gefüllte Jacken oder aufblasbare Schläuche aus Tierhäuten als Schwimmhilfen sind seit dem Mittelalter bekannt. Um 1740 befasste sich der Theologe, Mediziner und Schriftsteller Johann Friedrich Bachstrom in seiner Schrift Die Kunst zu schwimmen mit Methoden der Lebensrettung und beschreibt seine Erfindung einer aus Kork gefertigten Rettungsweste.
Die erste funktionstüchtige Rettungsweste, die im größeren Umfang eingesetzt wurde, wurde von Captain Ward entwickelt, einem Inspekteur der britischen Seenotrettungsgesellschaft RNLI. Er entwarf im Jahre 1854 eine Feststoff-Rettungsweste aus Kork, die lange Jahre zur Standardausrüstung der Rettungsmannschaften in Großbritannien, aber auch in anderen Ländern, gehörte.
Erste selbst aufblasbare Rettungswesten wurde Mitte des 19. Jahrhunderts entwickelt. Im Jahre 1895 berichteten die Innsbrucker Nachrichten über eine aufblasbare Rettungsweste:

„Eine eigenartige Anwendung der in wasserförmigen Zustand gebrachten Gase hat der französische Techniker M. de Ropp gemacht. Die gegenwärtig gebräuchlichen Rettungsgürtel aus Korkkissen sind derart beschaffen, dass sie ihrer belästigenden Schwere und Form wegen erst im Augenblick der größten Gefahr angelegt werden, wenn ein Anlegen unter diesen Umständen überhaupt noch möglich ist. Die Vorrichtung des Herrn de Ropp dagegen besteht, wie uns das Patentbureau Fischer in Wien mitteilt, aus einem Sack oder Gürtel, welcher im normalen Zustand sehr wenig Raum einnimmt und unter der Kleidung kaum bemerkbar sein würde. An einem Ende des Sackes befindet sich ein kleiner Methylchlorid enthaltender Flacon, welcher mit seinem in eine feine Glasspitze auslaufenden Ende in das Innere des Sackes hineinreicht. Dort wird ein mittelst einer Feder gespanntes Messer durch ein aus feinem Filterpapier bestehenden Ring in seiner Lage festgehalten, sowie der Ring jedoch mit dem Wasser in Berührung kommt, gibt er nach, das Messer durchschneidet die Glasspitze und der ausfließende Inhalt, der sofort den gasförmigen Zustand einnimmt, bläht den Polster oder Gürtel auf und erhält den Körper schwimmend auf der Oberfläche.“

Dass die Rettungswesten geprüft und korrekt gelagert werden müssen, zeigte sich beim Untergang des Ausflugsschiffes PS General Slocum (1904) mit mehr als tausend Todesopfern. Die Untersuchungen zeigten, dass ein Teil der Rettungswesten teilweise mit Eisengewichten gefüllt waren, da der Füllstoff ein bestimmtes Gewicht erreichen musste. Ebenso wurde statt hochwertigen Korkstücken ein Kork-Granulat verwendet. Des Weiteren waren die Westen stets der Witterung ausgesetzt, so dass viele Westen schon beim Anziehen beschädigt wurden.
Die selbstaufblasende Rettungsweste mit CO2-Kartusche wurde von Peter Markus (1885–1974) in Minnesota erfunden, erstmals patentiert 1928 (US-Patent 1694714) mit weiteren Verbesserungen 1930 und 1931. Das Design wurde schnell vom amerikanischen Militär aufgegriffen, wo das Modell den Spitznamen Mae West erhielt, da man im aufgeblasenen Zustand damit eine enorme Oberweite hatte. Mit Beginn des Zweiten Weltkriegs gab der Erfinder das Patent auf, und die Mae-West wurde zur Standardausrüstung bei allen Einsätzen der amerikanischen und britischen Luftwaffe.